# Prix des Dix
Institué en 2001, le Prix des Dix est décerné par la Société des Dix pour la reconnaissance d’une contribution individuelle remarquable dans le domaine de l’histoire du Québec ou de l’Amérique française.

## Lauréats
- 2001 : Lucius Laliberté, éditeur et libraire
- 2002 : André Beaulieu, bibliographe
- 2003 : Bernard Genest, ethnologue
- 2004 : Jocelyn Saint-Pierre, historien
- 2005 : Giselle Huot, écrivaine et éditrice
- 2006 : Georges Aubin, écrivain et spécialiste des textes des Patriotes
- 2007 et 2008 : Jacques Lacoursière, éminent vulgarisateur de l'histoire du Québec
- 2009 : Sylvie Vincent, spécialiste de l'histoire autochtone
- 2010 : Hélène Pelletier-Baillargeon, journaliste et essayiste
- 2011 : Yves Beauregard, historien, éditeur et collectionneur
- 2012 : Marcel Fournier, historien et généalogiste

- 2018 : Jean-Marie Lebel, historien, spécialiste de l'histoire de la ville de Québec